# Geir Kjetsaa
Geir Kjetsaa, född 2 juni 1937 i Oslo, död 2 juni 2008, var en norsk litteraturhistoriker.
Kjetsaa blev filologie kandidat 1963 och filosofie doktor 1969. Åren 1971–2005 tjänstgjorde han som professor i rysk litteraturhistoria vid Oslo universitet. Förutom vetenskapliga texter och biografier över bemärkta ryska författare, vilka tilldrog sig internationell uppmärksamhet, utgav han också cirka 50 översättningar av ryska verk. Dessa renderade honom flera pris, bland annat Bastianpriset 1983.

## Verk i urval
- Evgenij Baratynskij. Liv og diktning (doktorsavhandling, 1969)
- Dostojevskij og Tolstoj (essäer, 1977)
- F. Dostojevskij – et dikterliv (1985)
- Nikolaj Gogol – den gåtefulle dikteren (1990)
- Maksim Gorkij – en dikterskjebne (1994)
- Lev Tolstoj. Den russiske jords dikter (2000)